# Wohn- und Wirtschaftsgebäude Waldstraße 19

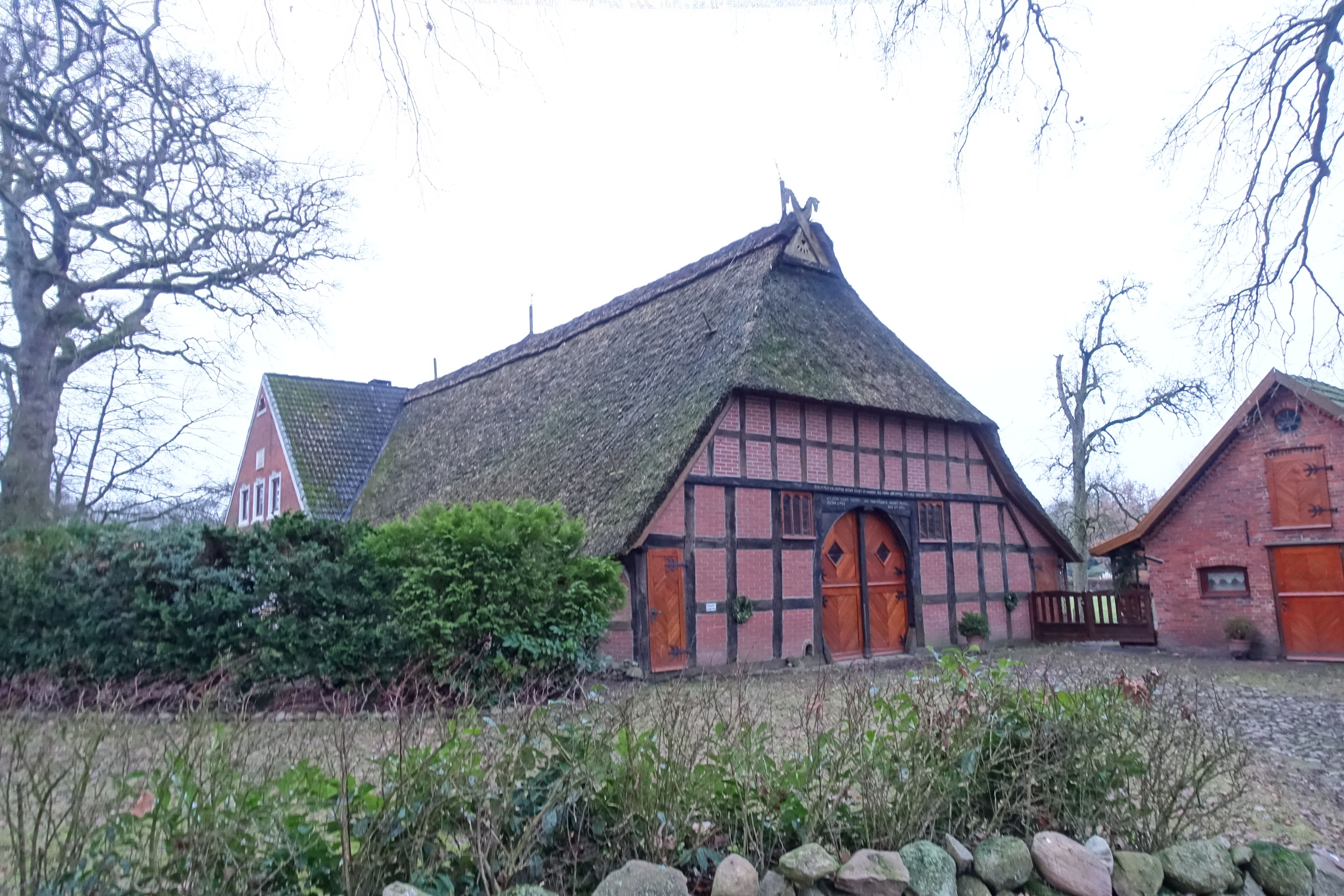
Ost- und Nordfassade (2023)

Das Wohn- und Wirtschaftsgebäude Waldstraße 19 in der niedersächsischen Gemeinde Beverstedt, Ortsteil Wellen, im Landkreis Cuxhaven, stammt vom Ende des 18. Jahrhunderts.
Das Gebäude steht unter Denkmalschutz (siehe auch Liste der Baudenkmale in Beverstedt).

## Beschreibung
Das eingeschossige giebelständige Wohn- und Wirtschaftsgebäude, ein Zweiständer-Hallenhaus in Fachwerk mit Steinausfachungen, mit reetgedecktem Krüppelwalmdach und Niedersachsengiebel mit Uhlenloch und niedersächsischen Pferdeköpfen sowie der Grooten Door mit Rundbogen, stammt von 1796 und wurde für Claus Tieten und seine Frau Magareta (Inschrift) gebaut. Um 1920 wurde das Gebäude erweitert durch einen quer zum First gestellten massiven Wohnteil. Im Wirtschaftsgiebel ist das Gitterfachwerk engmaschig. Es ist eines der älteren Hallenhäuser des Landkreises und wurde saniert und zum Wohnhaus umgebaut.
Das Landesdenkmalamt befand u. a.: „… An der Erhaltung des Bauwerks besteht aus geschichtlichen und städtebaulichen Gründen wegen des ortsgeschichtlichen, gebäudetypischen, orts- und hofbildprägenden Zeugniswerts ein öffentliches Interesse.“